# Fayez Banihammad
Fayez Rashid Ahmed Hassan al Qadi Banihammad (arabe : فايز راشد احمد حسن القاضي بني حمد), né le 19 mars 1977 à Khor Fakkan aux Émirats arabes unis et mort le 11 septembre 2001 à New York, était l'un des pirates de l'air du vol 175 United Airlines impliqués dans les attentats du 11 septembre 2001 aux États-Unis.

## Préparation des attentats

### 2000
Fayez quitta sa famille à Asir évoquant sa raison de vouloir travailler avec l'International Islamic Relief Organization. Il ne contactera ses parents qu'une seule fois après cela. Il semblerait également qu'il ait visité les Philippines pendant 3 jours du 17 au 20 octobre 2000.
Fayez utilisa le très controversé programme américain des Visa express pour rentrer aux États-Unis avec Saeed al-Ghamdi. Quelque temps après, les autorités américaines s'aperçurent qu'il n'avait pas mentionné de raison pour sa visite, et quand il fut questionné sur l'endroit où il vivrait aux États-Unis, il écrivit « NON ». Cependant, il reçut son visa d'entrée.

### 2001
Avant l'arrivée des deux hommes à Orlando en Floride le 27 juin 2001, Banihammad ouvrit un compte bancaire à la banque UAE. Ce compte fut alimenté avec une somme de 30 000 $ par une tierce personne deux jours avant son arrivée. Il ouvrit un autre compte à la Sun Trust Banks d'Orlando, et fut l'un des cinq pirates de l'air à ouvrir un compte avec cette banque.

## Attentats du 11 septembre 2001
Le 11 septembre, il embarqua à bord du vol 175 United Airlines et s'assit en siège 2A. Une demi-heure après le décollage, il participa au détournement de l'avion, en assassinant le copilote Michael Horrocks. Marwan al-Shehhi prit les commandes de l'avion, qui s'écrasa contre la tour sud du World Trade Center à 9 h 03.